# لیک آریل (پنسیلوانیا)
لیک آریل (به انگلیسی: Lake Ariel) یک منطقهٔ مسکونی در ایالات متحده آمریکا است که در شهرستان وین، پنسیلوانیا واقع شده‌است. لیک آریل ۴۳۷ متر بالاتر از سطح دریا واقع شده‌است.